# Teorema de Coase
El teorema de Coase planteja que en un mercat en què els costos de transacció siguin baixos o inexistents, i que els drets de propietat establerts en les sentències judicials no permetin una solució econòmica suficient, es produirà necessàriament una reassignació d'aquests drets cap a aquells que els valoren més, encara que els tribunals dictaminin en contra d'aquests. Amb tot, són molts els casos en què els alts costos de transacció impedeixen una reassignació dels drets establerts en les sentències judicials. En aquests casos, els tribunals han d'intentar minimitzar els costos associats a les seves sentències, sempre que això no alteri la tesi de la llei.
Forma part de l'Anàlisi Econòmica del Dret, i és atribuït al premi Nobel Ronald Coase.
Els supòsits del teorema de Coase són dos:
- Els costos de la negociació, per a les parts, són baixos.
- Els qui tenen la propietat dels recursos poden identificar la causa dels danys a la seva propietat, i impedir-los per mitjans legals.

Per tant, segons Coase una vegada que els drets de propietat queden establerts, la intervenció pública deixa de ser necessària per tractar el problema de les externalitats (Coase, 1960).

## Consideracions
El teorema de Coase és considerat un dels pilars fonamentals de l'anomenada anàlisi econòmica del dret. Objecte de vives controvèrsies, les crítiques al teorema de Coase són, en substància, les mateixes que a tota l'anàlisi econòmica del dret, i poden resumir-se en les insuficiències i les desviacions que provoca l'adopció del model microeconòmic d'observació del comportament individual (considerat racional per aquest model, encara que sigui sota el prisma del propi i exclusiu interès: hipòtesi REM, "reasonable egoist man"); cal afegir que el plantejament microeconòmic "clàssic" prima, des dels seus orígens, el paradigma de mercat de la "competència perfecta", purament teòric, i que contempla les situacions monopolistes o oligopolistes com a simples fallades d'aquella; i veu el mercat com un àmbit natural d'autoregulació, sense tenir en compte el paper de l'Estat com a formalitzador de les normes consuetudinàries, sense el qual, segons molts, no podria existir el mercat mateix en grans escales.